# Triteleia peduncularis
Triteleia peduncularis là một loài thực vật có hoa trong họ Măng tây. Loài này được Lindl. miêu tả khoa học đầu tiên năm 1835.

## Hình ảnh

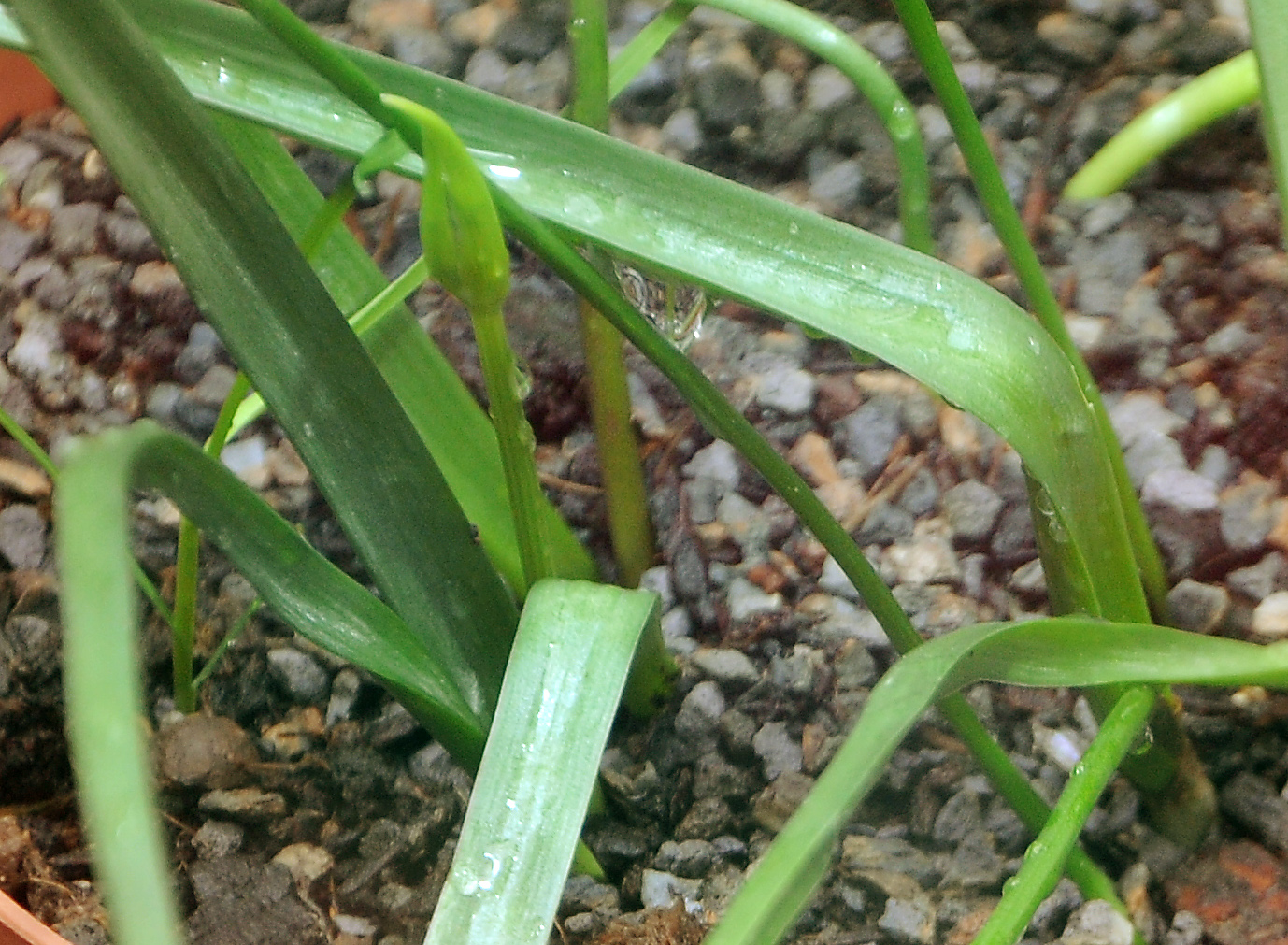
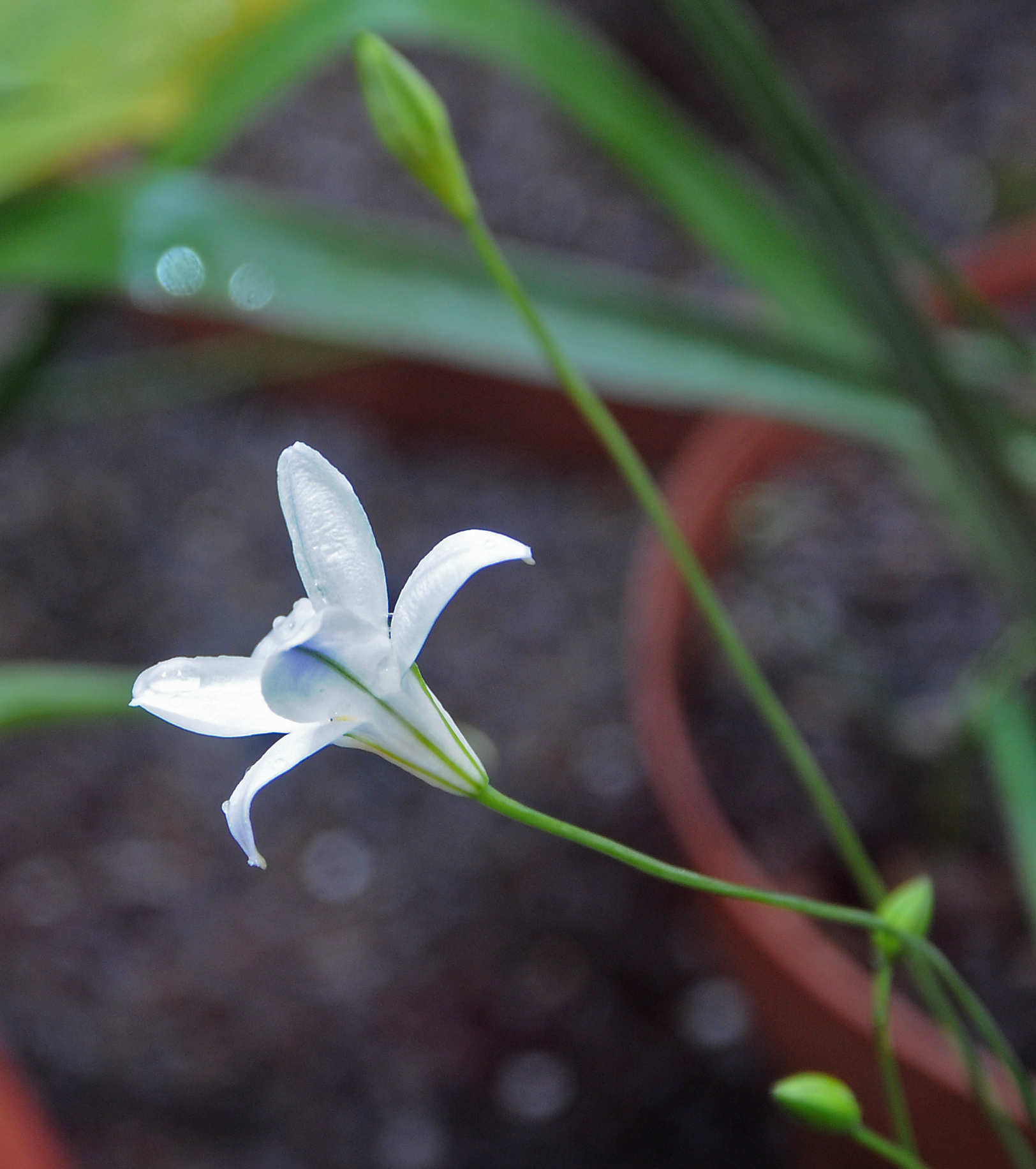